# Sousa Jamba
Sousa Jamba (Missió de Dondi, Huambo, 9 de gener de 1966) és un escriptor i periodista angolès.

## Biografia
La seva família donaven suport a la Unió Nacional per a la Independència Total d'Angola (UNITA), que va lluitar amb el MPLA en la Guerra de la Independència d'Angola (1961–75) i després contra el MPLA en la Guerra Civil angolesa (1975–2002). El 1975, amb només nou anys, va fugir del país amb la seva família fugint de la violència posterior a la independència, i va viure com a refugiat a Zàmbia, i després va marxar a Anglaterra. Jamba ha dit: "Hi havia la sensació que si eres d'Unita, havies de sortir del país o fugir a la selva, que és precisament el que feia la meva família."
El 1985 Jamba va tornar a Angola i va treballar com a reporter i traductor per a l'Agència de Notícies d'UNITA. El 1986 va anar a estudiar a la Gran Bretanya amb una beca de periodisme i aviat va començar a escriure per The Spectator. De 1988 a 1991 va fer un postgrau en Estudi de Mitjans a la Universitat de Westminster, Londres. També té un màster en Lideratge i Comunicacions Estratègiques a la Seton Hall University a Nova Jersey. Va tornar al seu país d'origen després de 27 anys d'exili.
Entre els seus llibre hi ha Patriots (1992), una novel·la autobiogràfica que va rebre molta aclamació crítica. Andrew McKie de The Telegraph va escriure d'ella: "La novel·la brillant i terrorífica (i sovint molt divertida) de Sousa Jamba, Patriots, explica la visió d'un nen sobre la guerra d'Angola". La segona novel·la de Jamba, A Lonely Devil, fou publicada el 1993. Ha escrit força per a diaris i periòdics, entre ells Granta, The Spectator i New Statesman. Escriu una columna setmanal al diari angolès Semanario Angolense. També escriu una columna de lideratge per a la revista de negocis Exame. Actualment viu a Jacksonville (Florida).

## Obres
- A Lonely Devil (1993)
- On The Banks Of The Zambezi (1993)
- Patriots (1992)